# Petra Siniawski
Petra Siniawski (marzo 1948) è un'attrice, cantante, ballerina, coreografa e regista teatrale britannica, nota soprattutto come interprete di musical nel West End londinese.

## Biografia
Nata in Gran Bretagna da genitori lituani, Siniawski cominciò a studiare danza, canto e recitazione sin da giovane e nel 1969 fece il suo debutto cinematografico nel film Donne in amore, a cui seguì Il violinista sul tetto nel 1971. Ha fatto il suo debutto londinese nel 1971 nel musical Gone with the Wind, tratto da Via col vento e dal musical giapponese Scarlett. In Gone with the Wind Siniawski ricopriva il ruolo minore di India Wilkes. Nel 1974 ottenne un ruolo di maggior prestigio, quando fu scelta per interpretare Anita nel revival londinese di West Side Story allo Shaftesbury Theatre. Il successo arrivò nel 1977, quando interpretò la protagonista della prima britannica del musical Premio Pulitzer A Chorus Line in scena al Theatre Royal Drury Lane del West End londinese.
Non fu solo la sua interpretazione in A Chorus Line a portarla alla ribalta sui giornali britannici, ma anche la situazione che la portò ad ottenere la parte. Per il ruolo di Cassie era stata scelta originariamente la stella del musical britannico Elizabeth Seal, ma il regista e coreografo Michael Bennett la licenziò a pochi giorni dalla prima. Bennett allora decise di far interpretare Cassie alla moglie Donna McKechnie, che aveva già vinto il Tony Award alla migliore attrice protagonista in un musical per la sua performance in A Chorus Line a Broadway. Bennett decise di scegliere la McKechnie dopo aver affermato pubblicamente che nessuna ballerina britannica era in grado di danzare la parte, un'affermazione che scatenò l'indignazioni di attori teatrali inglesi e dei loro sindacati. Dopo un'accesa campagna guidata da Vanessa Redgrave che fece le prime pagine delle maggiori testate britanniche, la McKechnie rinunciò al ruolo di Cassie e Siniawski, la sostituta di Elizabeth Seal, fu scelta per interpretare Cassie al debutto del musical nel gennaio 1977.
Nonostante la situazione difficile, Siniawski fu molto apprezzata dalla critica e dal pubblico nel ruolo di Cassie. Dopo il trionfo di A Chorus Line, l'attrice tornò a recitare al cinema nel film La scarpetta e la rosa, per poi ritornare sulle scene nel musical Annie, interpretando Lily St. Regis nel 1978 e nel 1982. Recitò ancora a Londra nei musical On Your Toes (1984) e Bells Are Ringing (1987), oltre a ricoprire ruoli principali in produzioni regionali di Chicago e della commedia di Noel Coward Spirito allegro. A partire dagli anni '90 ha cominciato a coreografe musical nel West End e nel resto nel Regno Unito, tra cui Jesus Christ Superstar, Hair, The King and I, Kiss Me, Kate e Guys and Dolls, oltre a curare i movimenti per un allestimento di Peter Hall de La dodicesima notte. Dopo aver diretto produzioni regionali di Sweet Charity, The Sound of Music e West Side Story, ha lavorato come regista associata per importanti registi del calibro di Joe Mantello, Susan Stroman, Tommy Tune e John Dolye. Dal 2010 è regista associata del musical Wicked nel West End londinese e del tour britannico e irlandese del musical.

## Filmografia parziale
- Donne in amore (Women in Love), regia di Ken Russell (1969)
- L'altra faccia dell'amore (The Music Lovers), regia di Ken Russell (1970)
- Il violinista sul tetto (Fiddler on the Roof), regia di Norman Jewison (1971)
- Il boy friend (The Boy Friend), regia di Ken Russell (1971)
- La scarpetta e la rosa (The Slipper and the Rose - The Story of Cinderella), regia di Bryan Forbes (1976)
- Billy Elliot, regia di Stephen Daldry (2000)